# Leberecht Adolf Orlando Keferstein
Leberecht Adolf Orlando Keferstein (* 19. November 1802 in Kröllwitz; † 14. Oktober 1836) war ein deutscher Papiermüller, von 1828 bis 1836 Besitzer einer Papiermühle in Berlin-Köpenick und Erfinder.

## Familie
Er war der Sohn von Philipp Sebastian Ludwig Keferstein (1754–1834), einem Papiermüller, und seiner Ehefrau (Heirat 14. Oktober 1790), der Tochter Rahel Charlotte des Papierfabrikanten Drewsen in Lachendorf bei Celle. Leberecht Adolf Orlando Keferstein hatte noch fünf Geschwister, darunter den Papierfabrikanten Albrecht Ludwig Keferstein in Kröllwitz.
Er heiratete am 18. September 1828 Caroline Emilie Gleisberger und hatte mit ihr zwei Kinder.

## Leben
Im Jahr 1832 erhielt Keferstein das preußische Patent auf die Herstellung von Chinesischem Papier. Er gehörte zu den Ersten, die Papier ab 1833 nach Amerika lieferten.
Ein Jahr zuvor stellte er in seinem Betrieb eine Dampfmaschine auf. Nach seinem Tod 1836 wurde die Mühle an J. Rosenheim verkauft und in eine Leder- und Tuchfabrik umgebaut.

## Werke
Gekrönte Preisschrift: Eine gründliche Erörterung der Mängel, welche bei der Papierfabrikation in Norddeutschland im Allgemeinen an Lumpenmangel, sondern von Schwierigkeiten bei der Beschaffung geeigneter Lumpen und den Nachteilen der Lumpenprivilegien.